# Vidal Lamíquiz
Vidal Lamíquiz Ibáñez (Vitoria, 1 de abril de 1930-Madrid, 11 de noviembre de 2010) fue un reconocido lingüista español. Doctor en filología románica por la Universidad Complutense de Madrid. Doctorado en Lingüística por la Université Paris-Sorbonne.
Fue profesor en la Universidad de París (Sorbonne), Universidad Complutense de Madrid, Universidad de Sevilla y Universidad Nacional de Educación a Distancia (UNED).

## Docencia e investigación
En una continua interrelación de ambas actividades centra sus intereses fundamentalmente en aspectos gramaticales- en la relación entre léxico y sintaxis- y sociolingüisticos-creador del grupo de investigación de sociolingüística en la Universidad de Sevilla.
Profesor invitado en numerosas universidades: Nueva York, Roma, Londres, Mánchester, Leeds, Lyon, México, Ginebra, Lausana, entre otras.
Miembro fundador de Sociedad Española de Lingüística (1970) y de la Asociación de la Historia de la Lengua Española (1986)

<La tarea esencial del lingüista es describir el modo de hablar de la gente y no prescribir cómo debe hablar. En otras palabras, la lingüística es descriptiva pero no prescriptiva>
Vidal Lamíquiz